# بورس اوراق بهادار شیراز
بورس اوراق بهادار منطقه‌ای استان فارس که با نام بورس شیراز نیز شناخته می‌شود، یک تالار بورس در شهر شیراز است که به عنوان بورس اوراق بهادار منظقه‌ای استان فارس زیر نظر سازمان بورس اوراق بهادار تهران فعالیت می‌نماید. ساختمان اصلی بورس اوراق بهادار منطقه‌ای استان فارس در سال ۱۳۸۲ خریداری شد و در خردادماه سال ۱۳۸۳ به عنوان چهارمین بورس منطقه‌ای ایران افتتاح شد. ظرف دو سال از افتتاح این بورس حجم کل معاملات انجام شده در این مدت یک هزار و ۲۴۶ میلیون سهم به ارزش چهارهزار و ۴۱۹ میلیارد ریال بوده‌است.